# Zlatý potok (Blanice)
Der Zlatý potok (deutsch Goldbach) ist ein rechter und zugleich der größte Zufluss der Blanice in Tschechien. An seinem Oberlauf umfließt er von Süden her das Bergmassiv des Libín weiträumig und nimmt dann bis zu seiner Mündung ausschließlich nördliche Richtung.

## Verlauf
Der Zlatý potok entspringt nördlich von Skříněřov in der zu den Šumavské podhůří (Böhmerwaldvorland) gehörigen Prachatická hornatina (Prachatitzer Bergland). Seine Quelle befindet sich am Südhang des Na Skalce (1025 m) bzw. dem Westhang des Rohanovský vrch (1010 m). Der Bach fließt anfänglich nach Süden durch Skříněřov, wo er von der Bahnstrecke Číčenice–Haidmühle überbrückt wird. Anschließend nimmt der Zlatý potok zwischen der Jelení hora (868 m), dem Bosákův vrch (815 m), der Vysoká myť (920 m) und dem Borek (729 m) südöstliche Richtung. In seinem breiten Tal befindet sich auf diesem Abschnitt die Wüstung Ledrův Mlýn, oberhalb liegen, umgeben von ausgedehnten Wäldern, die kleinen Orte Jelení Hora, Koryto und Ovesné. Zwischen den Einmündungen der Bäche Luční potok und Tisovka erstreckt sich rechts des Zlatý potok das Naturreservat Miletínky.
Zwischen Miletínky, Planská und der Wüstung Ostrá Hora ändert der Zlatý potok seine Richtung und fließt am westlichen Fuße der Ostrá hora (780 m), der Doubrava (777 m), des Klenovec (839 m) und des Zelený vrch (806 m) nach Norden. Vorbei an U Mlýna, Záhoří, Chroboly, Keplův Mlýn, Doubrava, der Wüstung Maloniny, Klenovice, Frantoly, Lažišťka, U Žahoura, Žlin, Kočičí Vršek, Kralovice, U Janoušků und Brdová bildet der Zlatý potok auf seinem Mittellauf durch das bewaldete Bergland ein zunehmend tiefer eingeschnittenes Kerbtal, in dessen Grund nur Mühlen angelegt wurden. Am Mittellauf sind bei Kralovice zwei Wiesen als Naturreservat Kralovické louky geschützt. Flussabwärts folgt das Naturdenkmal U Piláta.
An seinem Unterlauf fließt der Zlatý potok aus der Prachatická hornatina in die Bavorovská vrchovina (Barauer Hügelland) ein und bildet zunächst einen breiten Talkessel, in dessen Zentrum Vitějovice liegt. Vitějovice ist auch die erste und einzige größere Ortschaft überhaupt, die direkt am Zlatý potok gelegen ist. Flussabwärts liegen entlang des breiten und seichten Tales des Zlatý potok die Ortschaften Hracholusky, Svojnice, Protivec, Šipoun, Blanický Dvůr, Blanička, Starý Dvůr und Čichtice. Auf den letzten zwei Kilometern mäandriert der Zlatý potok stark. Nach 35,5 Kilometern mündet der Zlatý potok zwischen Blanice und Čichtice in die Blanice.

## Geschichte
In der Gründungsurkunde des Klosters Goldenkron von 1263 ist der Bach als Rivus Cesschin aufgeführt. Die Kolonisation des Gebirges am Oberlauf erfolgte durch das Kloster. Der Name Rivus aureus bzw. Goldbach geht auf das in der ersten Hälfte des 14. Jahrhunderts in der Schlucht nördlich von Vitějovice ausgebrochene Goldfieber und die Anlegung zahlreicher Goldseifen zurück. In einer Urkunde vom 29. Mai 1513 wurde der Name Goldbach erstmals auch für den Oberlauf von Schreinetschlag (Skříněřov) über die Ledermühle (Ledrův mlýn), Haberles (Ovesné), Paulus (Miletínky), Planskus (Planská) bis zur Hammermühle (U Mlýna) und Köppelmühle (Keplův mlýn) genannt, auch der Chrobolder Bach (Chrobolský potok) wurde dabei erwähnt. Zugleich wurden auch ein am Hinterwald entspringender Zufluss zum Chrobolder Bach und der sich daran erstreckende älteste Teil von Chrobold sowie ein vor der Lederhofer Mühle durch den Ortskern führender, heute namenloser Seitenarm des Chrobolder Bach, der sich oberhalb der Köppelmühle wieder mit dem eigentlichen Goldbach vereinigte, mit diesem Namen bezeichnet. Ob bei Chrobold auch nach Gold geseift wurde, ist nicht überliefert. Letztmals wurde dieser Goldbach 1930 in einer Wasserrechtsangelegenheit aufgeführt.
Auf seinen ersten drei Kilometern wurde der Bach bis zur Mitte des 20. Jahrhunderts von der ansässigen deutschsprachigen Bevölkerung bei Schreinetschlag mit Langwiesbach sowie zwischen der Ledermühle und Planskus als Lederbach bzw. Mühlbach bezeichnet. Den sich daran anschließenden Abschnitt bis zur Köppelmühle nannten die Einheimischen auch Blansker Bach und den nachfolgenden Abschnitt bis zur Sprachgrenze vor Lazišť (Lažišťka) als Frauenthaler Bach.

## Zuflüsse
- Luční potok (r), bei Planská
- Tisovka (r), bei Miletínky
- Křížovický potok (r), bei Planská
- Záhořský potok (r), bei U Mlýna
- Chrobolský potok (l), bei Keplův Mlýn
- Študlarský potok (l), bei Lažišťka
- Nebahovský potok (l), unterhalb Kralovice
- Hracholuský potok (r), bei Hracholusky
- Protivecký potok (r), unterhalb Protivec
- Maloborský potok (r), bei Šipoun
- Čichtický potok (r), bei Čichtice